# Busan Open Challenger Tennis 2010
Il Busan Open Challenger Tennis 2010 è stato un torneo professionistico di tennis maschile giocato sul cemento, che faceva parte dell'ATP Challenger Tour 2010. Si è giocato a Pusan in Corea del Sud dal 10 al 16 maggio 2010.

## Partecipanti

### Teste di serie
| Nazionalità   | Giocatore        | Ranking* | Testa di serie |
| ------------- | ---------------- | -------- | -------------- |
| Germania      | Rainer Schüttler | 75       | 1              |
| Taipei cinese | Lu Yen-hsun      | 78       | 2              |
| Giappone      | Gō Soeda         | 155      | 3              |
| Austria       | Alexander Peya   | 225      | 4              |
| Stati Uniti   | Brendan Evans    | 236      | 5              |
| Portogallo    | Leonardo Tavares | 249      | 6              |
| Germania      | Simon Stadler    | 269      | 7              |
| Giappone      | Tatsuma Itō      | 272      | 8              |

- Ranking al 3 maggio 2010.

### Altri partecipanti
Giocatori che hanno ricevuto una wild card:
- Lim Yong-Kyu
- Jun Woong-Sun
- Nam Ji Sung
- Jeong Suk-Young

Giocatori passati dalle qualificazioni:
- An Jae-Sung
- Chen Ti
- Hiroki Kondo (Lucky Loser)
- Toshihide Matsui
- Sebastian Rieschick

## Campioni

### Singolare
Lim Yong-Kyu ha battuto in finale  Lu Yen-hsun, 6–1, 6–4.

### Doppio
Alexander Peya /  Rameez Junaid hanno battuto in finale  Pierre-Ludovic Duclos /  Yang Tsung-hua, 6–4, 7–5.